# Slim Rhodes
Slim Rhodes, geboren als Ethmer Cletus Rhodes (Poughkeepsie (Arkansas), 10 maart 1912 - 1966), was een Amerikaanse rockabilly- en countryzanger en -gitarist.

## Biografie
Ethmer Cletus 'Slim' Rhodes, de zoon van James K. Polk Rhodes en Amanda Elizabeth Patterson Montgomery, werd geboren in Poughkeepsie, Arkansas. In 1928 vormde hij een band met de broers Gilbert Ray 'Speck' Speck Rhodes, Perry Hilburn 'Dusty' en zus Helen Beatrice 'Bea'. De band werd later de Log Cabin Mountaineers genoemd door een senator uit de staat Missouri, die hen uitnodigde om te spelen voor de staatswetgever. Slim was M.C. en speelde gitaar, Dusty speelde viool, Bea speelde viool, mandoline en accordeon, Speck speelde de basviool, banjo en deed komedie (en in 1960 trad hij toe tot de band van Porter Wagoner). De familie Rhodes toerde van Missouri naar Californië en terug en speelde in theaters. Van 1938–1941 was de band te horen op KWOC-AM in Poplar Bluff, Missouri en trad ze vaak op tijdens de Mid-South Fair. Andere leden waren destijds Buddy Simmons en Tiny Little.
Vanaf 1939 waren Slim Rhodes & The Mother's Best Mountaineers dagelijks te horen op WMC-AM in Memphis (Tennessee) om 11.30 uur op het South Central Quality Network, gesponsord door Mother's Best Flour. De band had ook een wekelijkse zaterdagshow op WMC-TV in Memphis van 12:00–12:30 uur. In 1953 hadden ze ook elke dinsdag een liveshow van 30 minuten op KATV-TV in Pine Bluff, Arkansas. Andere leden waren Brad 'Pee Wee' Suggs (elektrische gitaar), die bij Meteor Records en later alleen voor Phillips International opnam, en Danny Holloway (steelgitaar).
In 1950 werd Rhodes gecontracteerd door Gilt-Edge. Sun Records in Memphis contracteerde de band van 1955–1958 en nam een mix op van country en rockabilly. Rhodes verwierf de sound-like Elvis Presley-zanger Sandy Brooke, die de rockabilly Do What I Do en Take and Give uitbracht. Tussen 1955–1957 was Rhodes een frequent onderdeel van Sun tournees door de zuidelijke Verenigde Staten. In 1966 bracht hij het album The Rhodes Show on the Road uit bij het Cotton Town Jubilee label. De radio en televisie en programma's van Rhodes eindigden halverwege de jaren 1960. 

## Overlijden
Slim Rhodes overleed in 1966 op 54-jarige leeftijd door een val in zijn huis in Memphis.

## Discografie
- 1951:	Save A Little Love For Me/Skunk Hollow Boogie (Gilt-Edge)
- 1951:	Sixty Days/Memphis Bounce (Gilt-Edge)
- 1951:	Time Marches On/Hot Foot Rag (Gilt-Edge)
- 1951:	Red, White and Blue/Ozark Boogie (Gilt-Edge)
- 1955:	Uncertain Love/Don't Believe (Sun Records)
- 1955:	Are You Ashamed Of Me/The House Of Sin (Sun Records)
- 1956:	Gonna Romp And Stomp/Bad Girl (Sun Records)
- 1957:	Do What I Do/Take And Give (Sun Records)

### Niet-gepubliceerde nummers
- 1956: Do What I Do (alt. versie)
- 1956: Take and Give (alt. versie) Sun

- Bibliothèque nationale de France: cb14220249c (data)
- Gemeinsame Normdatei: 134602943
- International Standard Name Identifier: 0000 0004 6023 3279
- Library of Congress Control Number: no98006956
- MusicBrainz: 64eba906-c443-4e81-b489-64061c80af1f
- Virtual International Authority File: 29143239
- WorldCat: E39PBJy4gQ3TdvjQ3hFBwbtMyd